# マイケル・スウィフト
マイケル・スウィフト（Michael Swift、1987年3月26日 - ）は、カナダ連邦オンタリオ州ピーターボロ出身の元プロアイスホッケー選手。ポジションはフォワード。左利き。

## 経歴
2003年から2008年まで5シーズン、オンタリオ・ホッケー・リーグでプレーした。
2008年4月19日、NHLのニュージャージー・デビルスと契約した。デビルスのファーム、AHLのチームで3シーズン過ごした。2010年3月21日の試合では5得点、2アシスト、合計7ポイントをあげてリーボックAHL週間最優秀選手に選ばれた。
2011年2月、パトリック・デービスと共にスティーブン・ザレウスキー、ジェイ・リーチとのトレードでサンノゼ・シャークスへ移籍した。
シーズン終了後シャークスとの契約は延長されず、High1に加入した。1年目の2011-12シーズン、それぞれリーグトップの44得点、46アシスト、合計90ポイントをあげて最優秀選手に選ばれた。アジアリーグタイ記録となる23試合連続ポイントをあげ、ハットトリックも4回記録した。
2014年1月、平昌オリンピックを控え競技力強化を進める大韓体育会の推薦による特別帰化申請により、ブライアン・ヤングとともに韓国国籍を取得した